# Monastère Simonov
Le monastère Simonov est situé à Moscou, en Russie. Il se trouve à proximité de l'église de la Nativité-de-la-Vierge du vieux Simonov.

## Historique
Il a été fondé en 1370 par le moine Saint Théodore III, neveu et disciple de Serge de Radonège.
Les terres du monastère appartiennent à Siméon Khovrine, boyard devenu moine et originaire de la principauté de Théodoros et ancêtre fondateur de la famille Golovine. Certains de ses descendant y ont été enterrés.
En 1376, le monastère est déplacé 800 mètres plus à l'est. L'emplacement original, où sont enterrés les guerriers tués lors de la bataille de Koulikovo, est toujours commémoré par l'ancienne église Simonov.
Au XVe siècle, ce monastère était le plus riche de Moscou. Parmi les moines qui y résidèrent, on trouve Vassian Patrikeïev et Maxime le Grec. Une cathédrale de pierre blanche est érigée en 1405, elle est agrandie sur décision d'Ivan le Terrible. Au vu de sa position défensive au sud de Moscou, il est fortifié en 1642. Il est protégé par une enceinte dotée de plusieurs tours crénelées. La tour Doulo (Gueule-de-canon) à l'angle sud-ouest à l'angle sud-ouest avec ses machicoulis
imposants est un témoignage curieux mais essentiel des fortifications monastiques. Dans l'angle opposé se dresse la tour Salée de facture semblable. Les toitures pyramidales ont été ajoutées en 1683-1687.   
Le dernier ajout architectural fut un beffroi inspiré du clocher d'Ivan le Grand.
Le monastère fut fermé par les Bolchéviques en 1923 et la majorité des bâtiments furent détruits peu après pour laisser la place au palais de la Culture de l'usine AMO-ZIL devenu la première usine soviétique de fabrication d'automobiles. Ce qui reste du monastère date du XVIIe siècle et comprend trois tours et des bâtiments annexes de style baroque Narychkine.
En 1990, la propriété du monastère est passée du ministère de la Culture d'URSS à l'Église orthodoxe russe qui a entamé un travail important de restauration et de reconstruction. Le palais de la Culture a été jusqu'en 2013 propriété de l'usine ZIL avant de passer entre les mains de la municipalité de Moscou.

## Illustrations

Tours
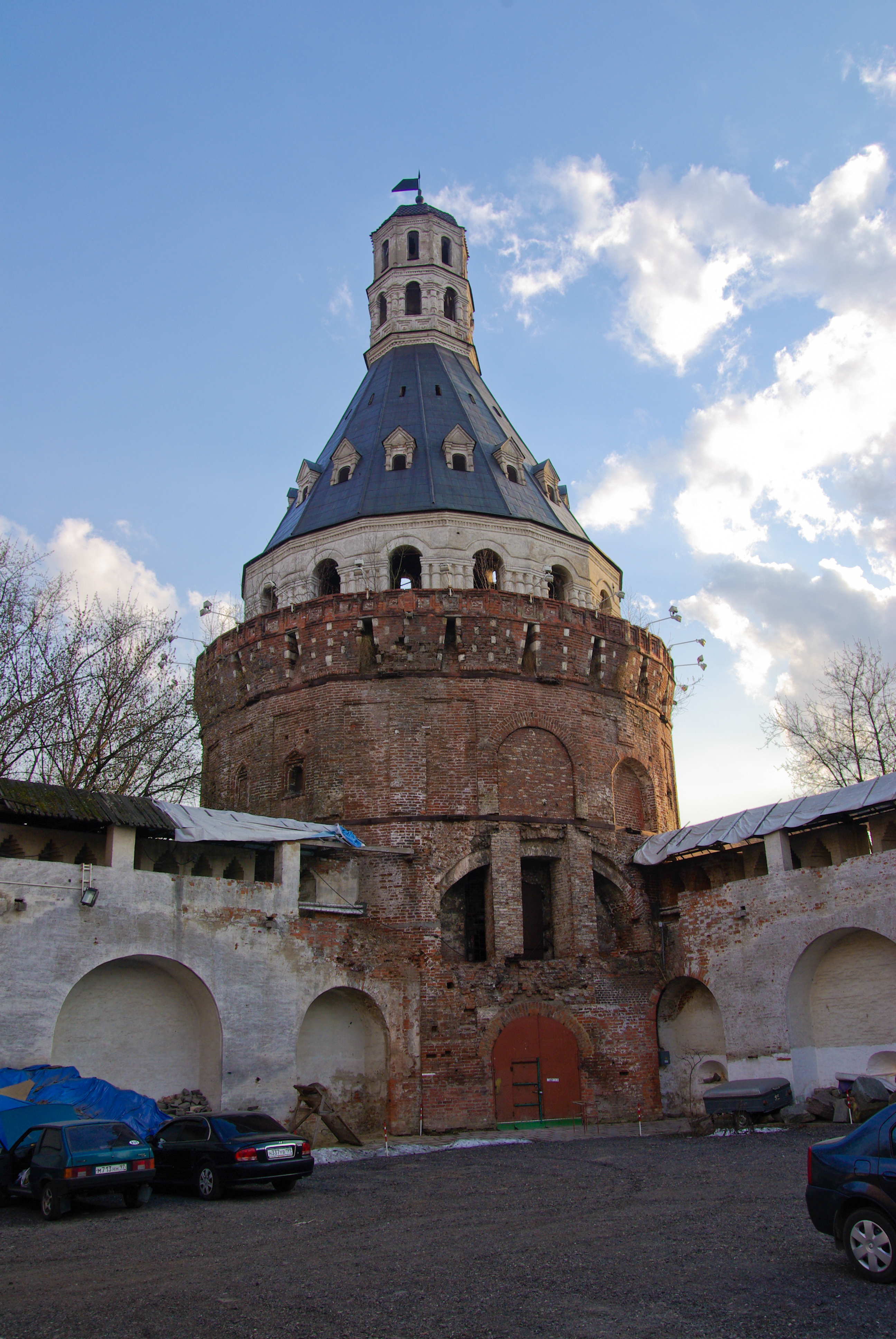
Tour Doulo (Gueule-de-canon), 2010
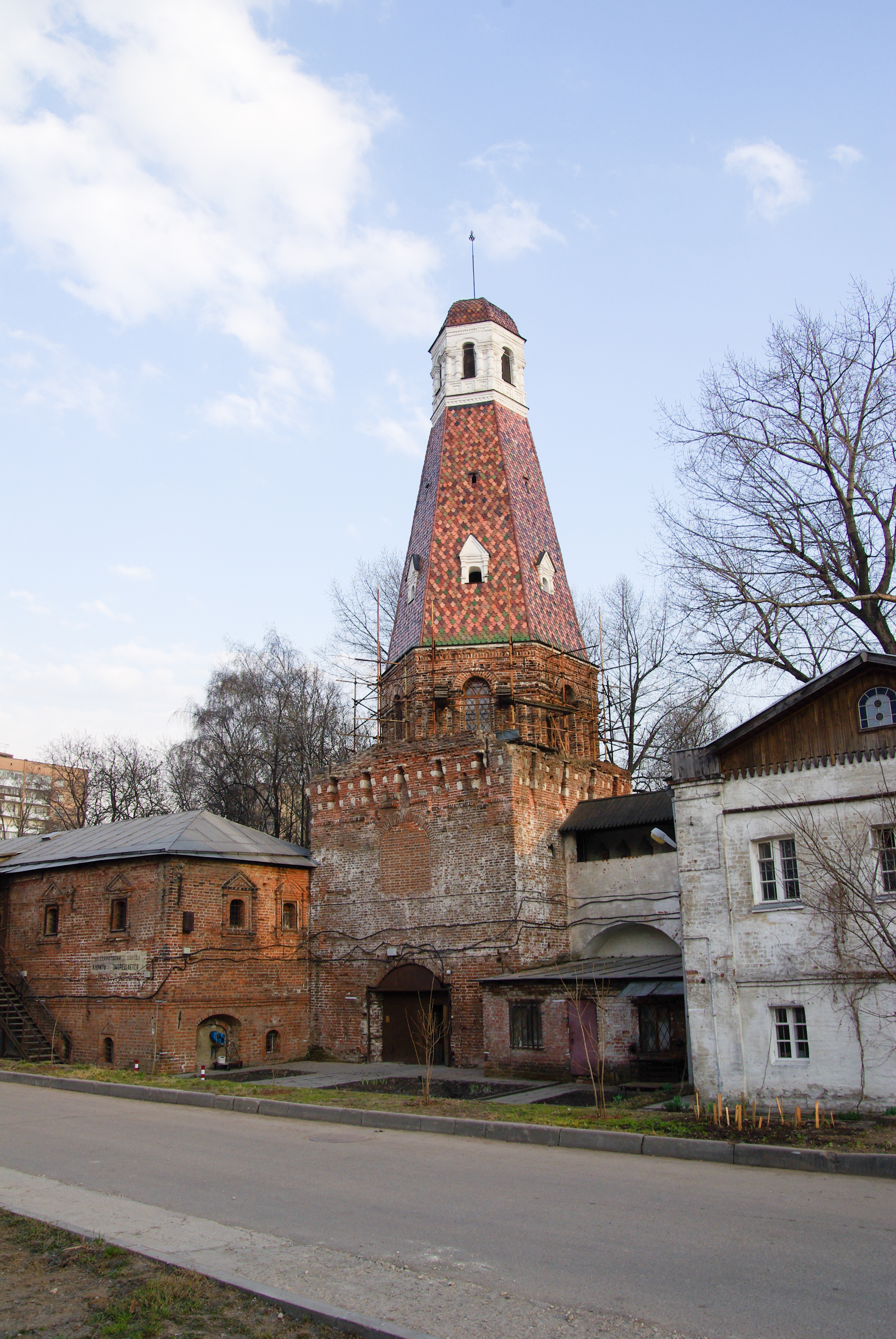
Tour Kouzentchnaïa, 2010
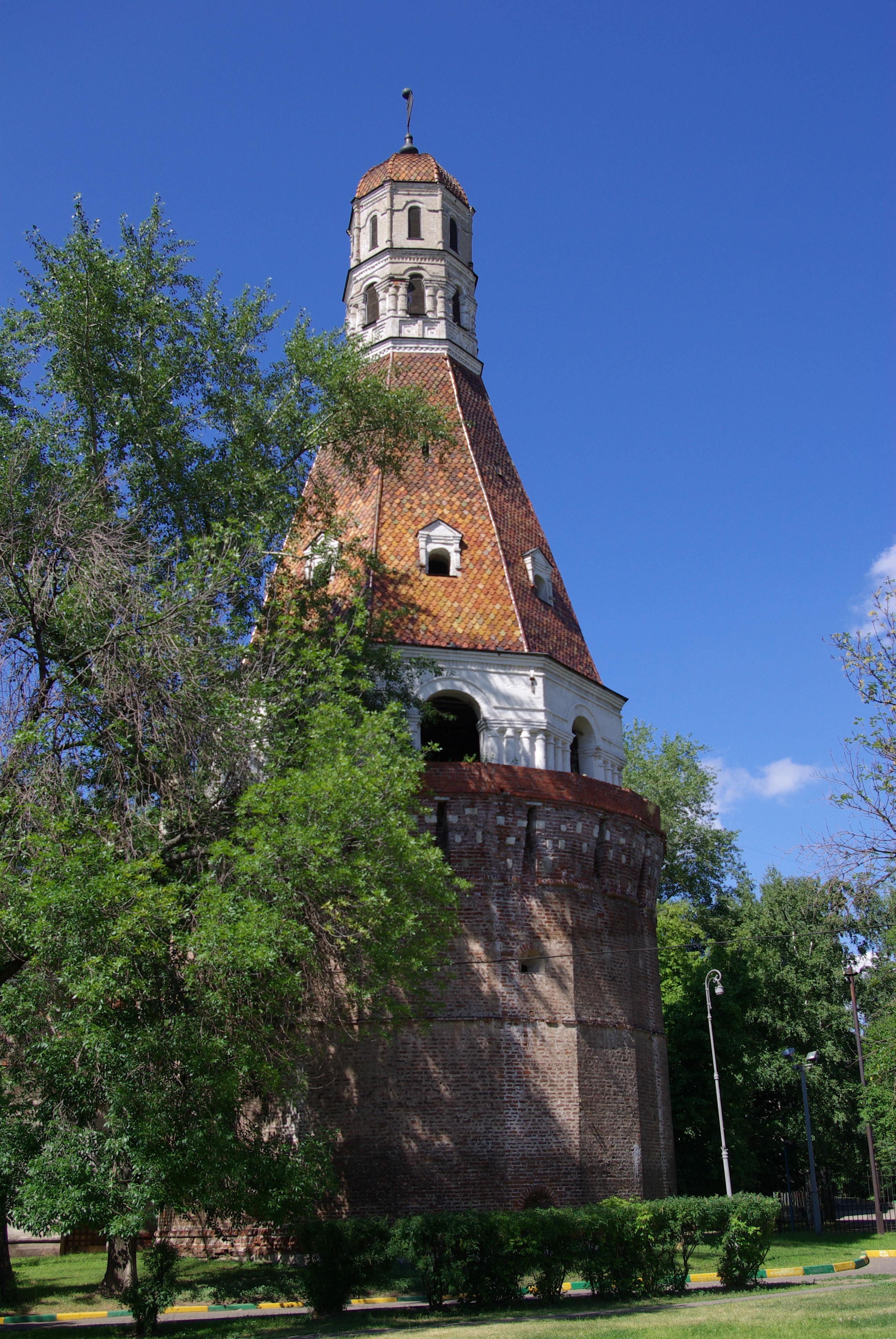
Tour Salée, 2009